# Paris-Rouen (carrera ciclista)
La París-Rouen fue una carrera ciclista que unió las ciudades de París y Rouen. La primera edición se celebró en 1869, y la última en 2009. En 2010, la histórica prueba se dio por definitivamente terminada. 
Es considerada la primera carrera que recorrió una distancia entre dos ciudades. Hasta ese momento se habían disputado carreras cortas de 1200 m en el Parque de Saint-Cloud.

## Historia

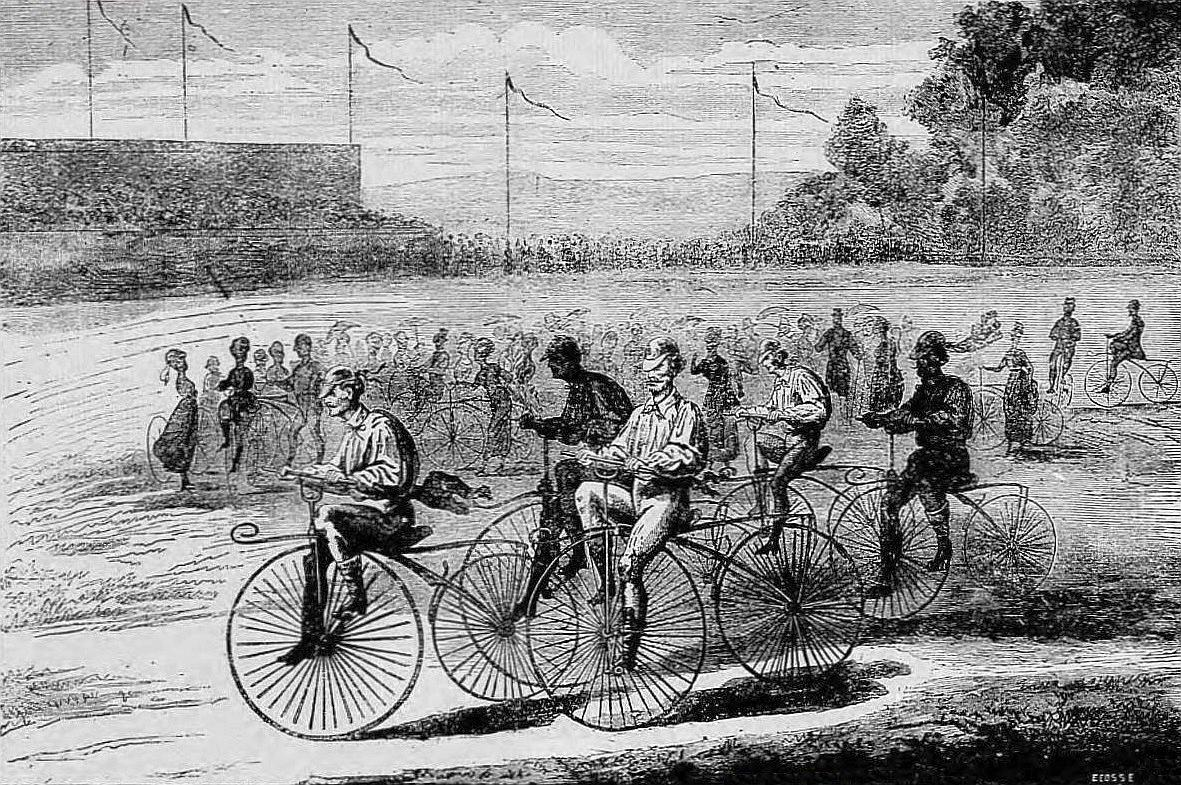
Carrera de velocípedos en Francia (1869)

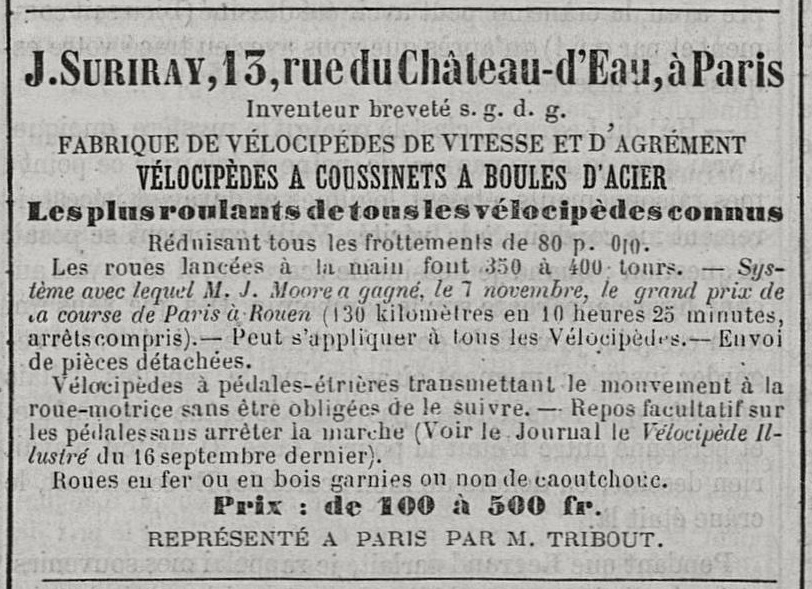
Anuncio de los velocípedos de Jules-Pierre Suriray en la revista Le Vélocipède Illustré (n° 68 del 6 de enero de 1870)

La primera edición de la carrera se llevó a cabo el 7 de noviembre de 1869 sobre una distancia de 123 kilómetros. El ganador fue un inglés que vivía en París, James Moore, quien marcó un tiempo para unir las dos ciudades de 10 horas y 40 minutos.
La prueba fue organizada por Richard Lesclide, quien poco antes había iniciado la publicación de una revista quincenal de ciclismo, Le Vélocipède Illustré, y los hermanos Olivier, propietarios de una fábrica de bicicletas. El objetivo de la carrera, era demostrar que se podían recorrer grandes distancias en bicicleta, en considerablemente menos tiempo que caminando.
El reglamento de la carrera fue publicado en la revista el 20 de octubre de 1869, donde se establecía que estaba permitido caminar, pero estaba prohibida toda ayuda externa, incluido ser remolcado por perros. La prueba permitía el uso de los distintos tipos de velocípedos que existían en aquella época, tanto bicicletas, como triciclos y cuatriciclos
El 30 de octubre, Le Vélocipède Illustré publicó una lista de 198 inscritos, aunque finalmente un total de 120 corredores tomaron la partida, entre ellos dos mujeres. Terminaron la carrera 34 y Moore ganó con 15 minutos de ventaja sobre André Castera y M. Bobillier. La primera mujer, terminó 12 horas y 10 minutos después de Moore en la posición 29.
La segunda edición se disputó en 1895 y a partir de allí se desarrolló de forma regular, pero para ciclistas aficionados.
Tras 97 ediciones, el 10 de mayo de 2009 fue la última vez que se corrió.

## Palmarés desde 1964
| Año  | Vencedor               | Segundo              | Tercero             |
| ---- | ---------------------- | -------------------- | ------------------- |
| 1964 | Désiré Letort          | Michel Gœury         | André Desvages      |
| 1965 | Claude Guyot           | André Bayssière      | Daniel Elmer Salmon |
| 1966 | Jean-Louis Henocques   | Christian Martignene | Robert Bouloux      |
| 1967 | Bernard Vanderlinde    | Daniel Gouverneur    | Yves Ravaleu        |
| 1968 | Daniel Ducreux         | Bernard Espinasseau  | Serge Poletto       |
| 1969 | Régis Delépine         | Daniel Proust        | Patrice Testier     |
| 1970 | Yves Hézard            | Régis Ovion          | Dave Rollinson      |
| 1971 | Dave Rollinson         | Jean-Pierre Guitard  | Gianni Fusco        |
| 1972 | Claude Aiguesparses    | Jean-Pierre Guitard  | André Corbeau       |
| 1973 | No disputado           | No disputado         | No disputado        |
| 1974 | Pierre Sonnet          | Hubert Mathis        | Hubert Arbès        |
| 1975 | Rachel Dard            | Éric Lalouette       | Claude Behue        |
| 1976 | Bernard Becaas         | François Leveau      | Alain Bizet         |
| 1977 | Patrice Thévenard      | Philippe Durel       | François Leveau     |
| 1978 | Jean-Philippe Pipart   | Patrice Thévenard    | Jean-Marie Papore   |
| 1979 | Christian Leduc        | Marceau Pilon        | Marc Madiot         |
| 1980 | Jean-Paul Le Bris      | Walter Ricci         | Jean-François Rault |
| 1981 | John Herety            | Jean-Louis Barot     | Arnaud              |
| 1982 | Christophe Lavainne    | Philippe Saudé       | Berto Vaccari       |
| 1983 | Jean-Jacques Philipp   | Thierry Barrault     | Rick Flood          |
| 1984 | Éric Louvel            | Philippe Quintin     | Steven Cook         |
| 1985 | Alex Stieda            | Philippe Tesnière    | Daniel Mahier       |
| 1986 | Jean-François Laffillé | Dan Frost            | Philippe Bos        |

| Año       | Vencedor          | Segundo              | Tercero             |
| --------- | ----------------- | -------------------- | ------------------- |
| 1987      | Marc Seynaeve     | Sylvain Bolay        | Patrick Jérémie     |
| 1988      | Hervé Desriac     | Franck Alaphilippe   | Fabrice Henry       |
| 1989      | Marc Peronnin     | Marcas               | Gildas Yvinec       |
| 1990      | Gérard Picard     | Christophe Faudot    | Philipp             |
| 1991      | Hervé Henriet     | Franck Morelle       | Michel Lallouët     |
| 1992      | Pascal Montier    | P. Pescado           | Pascal Galtier      |
| 1993      | Claude Lamour     | Bruno Huger          | Stéphane Cueff      |
| 1994-1995 | Cancelado         | Cancelado            | Cancelado           |
| 1996      | Vincent Klaes     | Erwan Jan            | Olivier Perraudeau  |
| 1997      | Sébastien Fouré   | Serge Barbara        | Hervé Henriet       |
| 1998      | Jean-Philippe Yon | Sébastien Fouré      | Michel Lallouët     |
| 1999      | Michel Lallouët   | Jean-Philippe Yon    | Artūras Trumpauskas |
| 2000      | Plamen Stoyanov   | Benoît Farama        | Mika Hietanen       |
| 2001      | Stéphan Ravaleu   | Nicolas Méret        | Jean-Philippe Yon   |
| 2002      | Nicolas Méret     | Anthony Testa        | Mickaël Leveau      |
| 2003      | Rodolphe Parent   | Franck Perque        | Cédric Loué         |
| 2004      | Nikolas Cotret    | Charles Guilbert     | Mickaël Leveau      |
| 2005      | Franck Vermeulen  | Éric Kerloch         | Christophe Masson   |
| 2006      | Benoît Daeninck   | Cédric Le Bris       | Yauheni Hutarovich  |
| 2007      | Cédric Jeanroch   | Sébastien Harbonnier | Olivier Nari        |
| 2008      | Cédric Le Bris    | Niels Brouzes        | Stéphane Rossetto   |
| 2009      | Matthew King      | Gaylord Cumont       | Gérard Picard       |